# В'язень неба (роман)
«В'язень неба» (ісп. El Prisionero del Cielo)  — містичний роман іспанського письменника Карлоса Руїса Сафона, що вийшов в Іспанії 17 листопада 2011 року. Є третьою книгою циклу книг «Цвинтар забутих книжок».

## Анотація книги

### Іспанія
Барселона, 1957. Даніель Семпере і його друг Фермін, герої «Тіні вітру» повертаються задля нових пригод, де вони зустрінуться із найбільшим викликом всього їхнього життя.

Коли здається, що життя просто насміхається над ними, тривожний персонаж відвідує книгарню Семпере і погрожує розказати жахливу таємницю, що похована протягом двох десятиліть у темряві пам'яті міста.

Коли Даніель з'ясовує правду, він зрозуміє чому його доля невблаганно веде його до конфлікту із найбільшою темрявою з усіх можливих: з тією, що постає всередині нього самого.

Розриваючись між інтригою та емоційним збудженням, «В'язень Неба» є майстерним романом, у якому сюжет «Тіні вітру» та «Ігор Янгола» зливаються у магію лутератури, затягуючи нас у серце загадки Цвинтаря загублених книг.

## Відгуки у пресі[2]
Стівен Пул, The Guardian

Сафон поєднує щире розуміння традиції жанру із розумними прийомами пост-модерної літератури…Це явно та радісно, книга про книгу, про те, що з них можна почерпнути, і що є втрачено, якщо книги втрачені.
Стефані Мерріт, The Observer

Персонажі та діалоги Сафона є живими і повнокровними як ніколи.